# 革命马克思主义党
革命马克思主义党（英语：Revolutionary Marxist Party）是印度喀拉拉邦的一个已不存在的共产主义政党。该党成立于2009年，创始人是T.P. Chandrasekharan。该党曾在喀拉拉邦的许多个区建立了组织。该党宣称坚持共产主义意识形态并保持内部民主。2017年，该党和10个左右较小的左翼政党合并为印度革命马克思主义党。